# Nikolaï Tchebotariov
Nikolaï Grigorievitch Tchebotariov (souvent écrit Chebotaryov ou Chebotarov ou Chebotarev) (russe : Никола́й Григо́рьевич Чеботарёв, ukrainien : Микола Григорович Чоботарьов) (1894-1947) est un mathématicien russo-soviétique, connu surtout pour son théorème de densité.
Son directeur de thèse fut le mathématicien ukrainien et russe Dimitri Grave. Tchebotariov a travaillé sur les algèbres de polynômes, examinant en particulier la distribution des zéros. Il a aussi étudié la théorie de Galois, sur laquelle il a écrit un manuel de référence. Il est aussi connu pour son travail avec son étudiant Anatoly Dorodnov sur la quadrature des lunules.
Le 14 mai 2010, une stèle à sa mémoire a été inaugurée au bâtiment administratif central de l'université d'Odessa.